# Санфранциски общински съвет
Санфранцискиският общински съвет (на английски: San Francisco Board of Supervisors) представлява законодателна власт в Сан Франциско, щата Калифорния.
Град-окръг Сан Франциско е консолидиран град-окръг, който е едновременно град и окръг с обединена власт, какъвто статут има от 1856 г. Сан Франциско е единственият калифорнийски град с общински съвет, който действа и като градски съвет.
В общинския съвет на Сан Франциско са включени 11 общински съветници (2007 г.), тъй като Сан Франциско е разделен на 11 района, а всеки район включва отделни квартали. Настоящият състав на Санфранциския общински съвет може да се види тук Архив на оригинала от 2007-07-14 в Wayback Machine.